# Nucleó
Un nucleó és qualsevol de les partícules hadròniques (neutrons o protons) que componen el nucli d'un àtom. El nombre de protons (que tenen càrrega positiva) més el nombre de neutrons (que tenen càrrega neutra) constitueixen el nombre màssic d'un àtom. De dos núclids que tenen el mateix nombre de nucleons es diu que són isòbars.
En la simetria d'isospín, el protó i el neutró són diferents estats de la mateixa partícula elemental: el nucleó. Aquesta simetria no és estrictament certa, ja que el protó i el neutró no tenen exactament la mateixa massa, però és útil considerar-la en el cas de les interaccions fortes.